# Aloe hildebrandtii
Aloe hildebrandtii ist eine Pflanzenart der Gattung der Aloen in der Unterfamilie der Affodillgewächse (Asphodeloideae). Das Artepitheton hildebrandtii ehrt den deutschen Naturforscher Johann Maria Hildebrandt.

## Beschreibung

### Vegetative Merkmale
Aloe hildebrandtii wächst stammbildend und verzweigt von der Basis aus. Die niederliegenden Stämme erreichen eine Länge von bis zu 100 Zentimeter und einen Durchmesser von 3 bis 4 Zentimeter. Die lanzettlich verschmälerten Laubblätter sind entlang der Triebe auf den obersten 30 Zentimetern zerstreut angeordnet. Die trübgrüne Blattspreite ist 20 bis 30 Zentimeter lang und 4 bis 6 Zentimeter breit. Auf ihr befinden sich gelegentlich wenige weiße, linsenförmige Flecken. Die stechende, rötlichbraunen Zähne am Blattrand sind 2 bis 3 Millimeter lang und stehen 8 bis 10 Millimeter voneinander entfernt. Der Blattsaft ist trocken orangebraun.

### Blütenstände und Blüten
Der meist schiefe Blütenstand besteht aus acht bis zwölf Zweigen und erreicht eine Länge von etwa 50 Zentimeter. Die schiefen, lockeren, zylindrischen und leicht konischen Trauben sind 10 bis 18 Zentimeter lang und 5 Zentimeter breit. Sie bestehen aus fast einseitswendigen Blüten. Die eiförmig-spitzen Brakteen weisen eine Länge von 3 Millimeter auf und sind 2 Millimeter breit. Die bereiften, gelben, orangefarbenen oder trüb scharlachroten Blüte stehen an 10 bis 15 Millimeter langen Blütenstielen. Die Blüten sind 26 bis 30 Millimeter lang und an ihrer Basis gerundet. Auf Höhe des Fruchtknotens weisen die Blüten einen Durchmesser von 8 Millimeter auf. Darüber sind sie zur Mündung leicht verengt. Ihre äußeren Perigonblätter sind auf einer Länge von 12 Millimetern nicht miteinander verwachsen. Die Staubblätter und der Griffel ragen 3 bis 4 Millimeter aus der Blüte heraus.

### Genetik
Die Chromosomenzahl beträgt {\displaystyle 2n=14}.

## Systematik und Verbreitung
Aloe hildebrandtii ist in Somalia auf felsigen Hängen und im Trockenbusch in Höhen von 1200 bis 1800 Metern verbreitet.
Die Erstbeschreibung durch John Gilbert Baker wurde 1888 veröffentlicht. Ein Synonym ist Aloe gloveri Reynolds & P.R.O.Bally (1958).

## Nachweise